# Thrips idahoensis
Thrips idahoensis är en insektsart som beskrevs av Nakahara 1994. Thrips idahoensis ingår i släktet Thrips och familjen smaltripsar. Inga underarter finns listade i Catalogue of Life.